# Imperial Chemical Industries
Imperial Chemical Industries (ICI) fue una empresa química británica con sede en Londres. Fabricaba pinturas y productos químicos especiales (incluyendo ingredientes alimentarios, polímeros especiales, materiales electrónicos, saborizantes y aromatizantes) ICI llegó a contar con 32.000 trabajadores y generaba para 2005 unos 5.800 millones de libras.
En 2007 fue vendida a Akzo Nobel por 8.050 millones de libras (aproximadamente 12.000 millones de euros), que en seguida vendió un 25% de la empresa a Henkel e integró el resto.
Por largo tiempo fue una de las mayores empresas británicas y su presidente se consideraba una personalidad en el mundo de los negocios inglés. Sin embargo, este prestigio de marca se ha visto reducido con los años y hoy es una compañía mediana en la globalizada industria química, con ingresos y perspectivas de crecimiento modestas. Es a día de hoy una de las más pequeñas compañías del índice bursátil británico FTSE 100, menor que su propia "hija" AstraZeneca. 
Las marcas de ICI estaban activas en los siguientes mercados, donde sigue comercializando productos como parte de AkzoNobel:
- Dulux para pintura
- Xyladecor y Consolan para productos de protección para la madera
- Hammerite para pintura metálica
- Molto para masilla, pegamento, limpiadores especiales y disolventes.